# Agrypon pseudargioli
Agrypon pseudargioli là một loài tò vò trong họ Ichneumonidae.